# Пастухов, Владимир Павлович
Владимир Павлович Пастухов (1936—2021) — главный инженер колхоза «Родина» Красносельского района, Герой Социалистического Труда (1971).

## Биография
Родился в 1936 году.
Окончил факультет механизации Костромского сельскохозяйственного института «Караваево» (1959).
Работал бригадиром тракторной бригады колхоза им. XVIII съезда КПСС и колхоза «Родина», созданного в результате объединения нескольких хозяйств. Затем назначен главным инженером. 
Чтобы досконально изучить технику, сам участвовал в её ремонте: клепал, паял, крутил гайки. Механизировал трудоёмкие процессы, проводил электрификацию, внедрял новую технику и новое оборудование, занимался подготовкой кадров. Оптимизировал маршруты тракторов и грузовых машин, совместил рейсы. Руководил строительством животноводческих помещений с комплексной механизацией. Рационализатор.
За успехи в развитии сельскохозяйственного производства присвоено звание Героя Социалистического Труда (1971).
В 1972—1975 гг. главный инженер Красносельской РТС (объединения «Сельхозтехника»). С 1975 г. главный инженер, с 1981 г. начальник районного Управления сельского хозяйства.
С 1986 г. начальник отдела механизации Красносельского РАПО. С 1993 г. главный инженер районного Управления сельского хозяйства с исполнением обязанностей инженера-инспектора технадзора.
С 1997 г. на пенсии.
Награждён орденом Трудового Красного Знамени. Почётный гражданин Красносельского района.
Умер 20 июня 2021 года.